# Sylvan Beach
Sylvan Beach es una villa ubicada en el condado de Oneida en el estado estadounidense de Nueva York. En el año 2000 tenía una población de 1,071 habitantes y una densidad poblacional de 563.1 personas por km².

## Geografía
Sylvan Beach se encuentra ubicada en las coordenadas 43°12′16″N 75°43′35″O / 43.20444, -75.72639.

## Demografía
Según la Oficina del Censo en 2000 los ingresos medios por hogar en la localidad eran de $30,978, y los ingresos medios por familia eran $35,250. Los hombres tenían unos ingresos medios de $30,250 frente a los $18,625 para las mujeres. La renta per cápita para la localidad era de $15,876. Alrededor del 17% de la población estaban por debajo del umbral de pobreza.